# الخطوط العامة للتعمية
يدرس علم التعمية التعميةَ، بوصفها إجرائيات لإخفاء المعلومات وفك التعمية، وهي الإجرائية المعاكسة للتعمية، واستخراج المُعَمَّى، وهو القدرة على اكتشاف المعلومات المخفية من غير معرفة طريقة تعميتها. يُقاطِع علم التعمية الرياضيات مع الهندسة وعلوم الحاسوب.

## أساسيات التعمية
- تعمية (تخصص): فرع من علم التعمية يهتم بدراسة تقانات جعل رسائل البيانات غير مقروءة للعموم لأغراض الأمن.
- تعمية (إجرائية): عملية إخفاء للمعلومات لتظهر بصورة جديدة تُسمَّى، النص المُعمَّى، مغايرة لصورتها الأصيلة التي تسمى النص الواضح..
- مفتاح (تعمية): وحدة بيانات تُدخَل إلى إجرائية التعمية لضبط محدداتها.
- معم: خوارزمية لتنفيذ التعمية وفكها، وغالباً ما تكون عبارة عن سلسلة من الخطوات التي يمكن اتباعها لتنفيذ هذه العمليات.
- نص معمى: معلومة مُعَمَّاة.
- نص واضح: المعلومات التي يريد المرسل إرسالها إلى المستقبل قبل عملية التعمية.
- ترميز: طريقة لتمثيل المعلومات لأغراض عديدة (مثلاً: التخزين والنقل).
- الجدول المربع [الإنجليزية]
- أليس وبوب

## استعمالات التعمية
- مخطط الالتزام: بدئية تعمية.
- حوسبة آمنة كثيرة الأطراف
- تصويت إلكتروني: آلية رقمية للمشاركة بالتصويت.
- مصادقة (حوسبة): تأكيد صحة سلوك كيان ما، غالباً ما يرتبط بالحق بالنفاذ إلى الموارد.
- نظام التعمية: مجموعة من خوارزميات التعمية الضرورية لتنفيذ خدمة أمن محددة.
- مسألة عشاء المُعَمِّيين[الإنجليزية]
- معيد إرسال البريد مُغفَل الاسم[الإنجليزية]: خدمة إرسال بريد رقمي مغفَل الاسم
- استعارة (اسم)
- توجيه بصلي: تقنية للاتصال مُغفَل الاسم.
- عملة رقمية: عملة تُدار وتُخزَّن ويتبادلها الناس رقمياً بأنظمة الحاسوب وشبكة الإنترنت.
- تشارك السر[الإنجليزية]
- تعتيم غير ميوز[الإنجليزية]

## فروع التعمية
- تعمية عديدة المتغيرات[الإنجليزية]
- تعمية الكم: دراسة تطبيق خواص ميكانيك الكم لأداء مهام التعمية.
- تعمية منيعة ضد الحوسبة الكمومية
- تورية (حوسبة): دراسة كتابة الرسائل المخفية بطريقة لا يمكن لأحد قراءتها، عدا المرسل والمستلم المعني.
- تعمية مرئية: تقنية تعمية تسمح بإخفاء المعلومات المرئية مثل المرسومة.

## تاريخ التعمية
المقالة الرئيسة: تاريخ التعمية وخط زمني للتعمية
- التعمية في اليابان من 1500م حتى فترة ميجي[الإنجليزية]
- التعمية في الحرب العالمية الأولى
- التعمية في الحرب العالمية الثانية[الإنجليزية]
  - إجرائيات الاسترجاع اليدوي[الإنجليزية]
  - مشروع فينونا: مشروع أمريكي لمكافحة التجسس في الحرب العالمية الثانية.
  - ألترا (تعمية): التسمية التي اعتمدها البريطانيون للاستخبارات العسكرية لفك تعمية رسائل العدو.

## المُعَمِّيات

### التقليدية

#### تعمية بالإعاضة
- إعاضة وحيدة الألفبائية
  - تعمية قيصر: تقنية تعمية.
    - تعمية بتدوير 13 حرف: شكل خاص من تعمية قيصر يعتمد على تدوير الألفبائية 13 حرفاً.

  - مُعَمِّي تآلفي[الإنجليزية]
  - أتبش: معم بالإعاضة.
- إعاضة عديدة الألفبائيات
  - معمي فيجينير[الإنجليزية]
  - مُعَمّ ذاتي المفتاح
- إعاضة عديدة المحارف[الإنجليزية]
  - معمي هيل: معمي بالإعاضة يعتمد على الجبر الخطي.

#### تعمية بالمناقلة
- مُعَمِّ شبكي[الإنجليزية]
- مُعَمّي فيكتور[الإنجليزية]: معم يدوي باستعمال الورقة والقلم، استعمله جاسوس سوفييتي واحد على الأقل في خمسينيات القرن العشرين.

### خوارزميات تعمية معاصرة بمفتاح مشترك

#### معميات التدفق
- A5/1[الإنجليزية] وA5/2[الإنجليزية] المعميان المُستعملان في معيار النظام العالمي لاتصالات الهواتف المحمولة (GSM) للهواتف الخلوية.
- فيش (معم)[الإنجليزية] معمي تدفق يعتمد على سلسلة فيبوناتشي
- السمكة (تعمية): اسم رمزي استعمله الحلفاء في الحرب العالمية الثانية للإشارة إلى أي نوع من أنواع معميات التدفق التي استعملها الألمان.
  - المبرقة الكاتبة السرية (T52)، آلة تعمية ألمانية ميكانيكية طورتها شركة الهندسة الكهربائية سيمنز وهالسكة واستعملت في الحرب العالمية الثانية، أطلق عليها الحلفاء الاسم الرمزي حفشية (بالإنجليزية: STURGEON).
  - الكراكي[الإنجليزية]: معمي تدفق طوره روس أندرسون سنة 1994م، الكراكي هو نوع سمك، هو الاسم الرمزي الذي أُطلق عليه.
  - آلة لورينز للتعمية
- إزاك[الإنجليزية]: مولد أرقام معماة، اسمه (ISAAC) مختصر الحروف الأولى للعبارة التي تصف مبدأ عمله: (بالإنجليزية: indirection, shift, accumulate, add, and count) ومعناه: حَرْف، إزاحة، مراكمة، إضافة، عد.
- لوياثان[الإنجليزية].
- ليلي 128[الإنجليزية] معم تدفق طول مفتاحه 128 بتاً، طُوِّر سنة 2000.
- موجي[الإنجليزية] معمي تدفق ياباني طُوِّر سنة 2002، توصية مشروع لجان أبحاث التعمية وتقييمها[الإنجليزية] الياباني.
- لوحة المرة الواحدة: تقنية تعمية تستعمل مفتاح مشارك مُسبقاً لمرة واحد لتعمية رسالة واحدة فقط.
- بنما[الإنجليزية]. بدئية تعمية يُمكن أن تستعمل دالةً للتلبيد ومعمياً للتدفق.
- معمي ريفست 4[الإنجليزية] (RC4) معمي تدفق طوره رونالد ريفست سنة 1987م، يدعم مفاتيح طولها بين 40 و 2048 بت.
  - CipherSaber – (RC4 variant with 10 byte random متجه التهيئة, easy to implement
- (سالسًا 20) Salsa20  [لغات أخرى]‏ – an eSTREAM recommended cipher
  - ChaCha20 – A Salsa20 variant.
- معمي خوارزمية التعمية المستمثلة برمجيا[الإنجليزية] (SEAL)
- SNOW
- SOBER
  - SOBER-t16
  - SOBER-t32
- معمي الكلمات بالمفتاح الذاتي[الإنجليزية] (WAKE) معمي تدفق طوره ديفيد ويلر سنة 1993م.[1]

#### معميات الفِدر
- تعمية مركبة[الإنجليزية]
- مُعَمِّي فِستل[الإنجليزية]، نسبة إلى هورست فِستل[الإنجليزية]
- معيار التعمية المتقدم (AES) المعيار الذي تبناه المعهد الوطني للمعايير والتقانة سنة 1997، حجم الفدرة فيه 128 بتاً، طوَّره جوان دايمن  [لغات أخرى]‏ وفنسنت ريجمين  [لغات أخرى]‏.
- أنوبيس[الإنجليزية]، معمي فِدر مقاس فِدرته 128 بتاً.
- BEAR – built from a stream cypher and hash function, by Ross Anderson
- خوارزمية بلوفيش (خوارزمية تشفير)، مقاس الفِدرة 64 بتاً; طورها بروس شناير بالمشاركة.
- كامليا (خوارزمية تعمية) – 128-bit block; NESSIE selection (NTT & Mitsubishi Electric); لجان أبحاث التعمية وتقييمها  [لغات أخرى]‏ recommendation
- CAST-128 (CAST5) – 64-bit block; one of a series of algorithms by كارليسلي آدامز وستافورد تافاريس, insistent that the name is not due to their initials
  - CAST-256 (CAST6) – فِدرة مقاسها 128 بتاً; the successor to CAST-128 and a candidate for the AES competition
- CIPHERUNICORN-A & فِدرة مقاسها 128 بتاً، توصية لجان أبحاث التعمية وتقييمها  [لغات أخرى]‏
- CIPHERUNICORN-E – فِدرة مقاسها 64 بتاً، توصية لجان أبحاث التعمية وتقييمها  [لغات أخرى]‏
- CMEA – cipher used in US cellphones, found to have weaknesses.
- CS-Cipher – 64-bit block
- معيار تعمية البيانات (DES) صدر سنة 1976 ويُعمِّي فِدرة مقاسها 64 بتاً.
- DEAL – an AES candidate derived from DES
- DES-X – a variant of DES to increase the key size.
- FEAL
- GDES – a DES variant designed to speed up encryption
- Grand Cru – 128-bit block
- Hierocrypt-3 – 128-bit block; لجان أبحاث التعمية وتقييمها  [لغات أخرى]‏ recommendation
- Hierocrypt-L1 – 64-bit block; لجان أبحاث التعمية وتقييمها  [لغات أخرى]‏ recommendation (limited)
- IDEA NXT – project name FOX, 64-bit and 128-bit block family; Mediacrypt (Switzerland); by Pascal Junod & Serge Vaudenay of Swiss Institute of Technology Lausanne
- International Data Encryption Algorithm (IDEA) – 64-bit block;جيمس ماسي & X Lai of ETH Zurich
- Iraqi Block Cipher (IBC)
- KASUMI – 64-bit block; based on MISTY1, adopted for next generation W-CDMA cellular phone security
- KHAZAD – 64-bit block designed by Barretto and فنسنت ريجمين  [لغات أخرى]‏
- Khufu and Khafre – 64-bit block ciphers
- Kuznyechik – Russian 128-bit block cipher, defined in GOST R 34.12-2015 and RFC 7801.
- LION – block cypher built from stream cypher and hash function, by Ross Anderson
- LOKI89/91 – 64-bit block ciphers
- LOKI97 – 128-bit block cipher, AES candidate
- لوسفير  [لغات أخرى]‏ – by Tuchman et al. of آي بي إم, early 1970s; modified by NSA/NBS and released as DES
- MAGENTA – AES candidate
- Mars – AES finalist, by Don Coppersmith et al.
- MISTY1 – NESSIE selection 64-bit block; Mitsubishi Electric (Japan); لجان أبحاث التعمية وتقييمها  [لغات أخرى]‏ recommendation (limited)
- MISTY2 – 128-bit block: Mitsubishi Electric (Japan)
- Nimbus – 64-bit block
- NOEKEON – 128-bit block
- NUSH – variable block length (64-256-bit)
- Q – 128-bit block
- RC2 – 64-bit block, variable key length
  - آر سي 6 – variable block length; AES finalist, by رونالد ريفست et al.
  - آر سي 5[الإنجليزية] معمي فدر طوره رونالد ريفست سنة 1994م، مقاس فِدرته 32 أو 64 أو 128 بتاً.
- SAFER – variable block length
- SC2000 – مقاس فِدرته 128 بتاً ; توصية لجان أبحاث التعمية وتقييمها  [لغات أخرى]‏ اليابانية.
- Serpent – 128-bit block; AES finalist by Ross Anderson، Eli Biham، Lars Knudsen
- SHACAL-1 – 160-bit block
- SHACAL-2 – 256-bit block cypher; NESSIE selection Gemplus (France)
- Shark – grandfather of Rijndael/AES, by Daemen and Rijmen
  - المعمي المربع  [لغات أخرى]‏ – father of Rijndael/AES, by Daemen and Rijmen
- TEA – by دايفيد ويلر  [لغات أخرى]‏ & روجر مايكل نيدام  [لغات أخرى]‏
- 3DES – by Walter Tuchman, leader of the لوسفير  [لغات أخرى]‏ design team—not all triple uses of DES increase security, Tuchman's does; لجان أبحاث التعمية وتقييمها  [لغات أخرى]‏ recommendation (limited), only when used as in FIPS Pub 46-3
- Twofish – 128-bit block; AES finalist by بروس شناير et al.
- XTEA – by دايفيد ويلر  [لغات أخرى]‏ & روجر مايكل نيدام  [لغات أخرى]‏
- 3-Way – 96-bit block by جوان دايمن  [لغات أخرى]‏
- Polyalphabetic substitution machine cyphers
  - Enigma – WWII German rotor cypher machine—many variants, any user networks for most of the variants
  - Purple – highest security WWII Japanese Foreign Office cypher machine; by Japanese Navy Captain
  - سيغابا – WWII US cypher machine by William Friedman، Frank Rowlett et al.
  - TypeX – WWII UK cypher machine
- Hybrid code/cypher combinations
  - JN-25 – WWII Japanese Navy superencyphered code; many variants
  - Naval Cypher 3 – superencrypted code used by the Royal Navy in the 1930s and into WWII

### خوارزميات تعمية معاصرة بمفتاح عام
- ACE-KEM – NESSIE selection asymmetric encryption scheme; IBM Zurich Research
  - ACE Encrypt
- Chor-Rivest
- طريقة ديفي وهيلمان لتبادل المفاتيح – توصية لجان أبحاث التعمية وتقييمها  [لغات أخرى]‏
- تعمية الجمل: نظام تعمية يعتمد المفتاح العام.
- تعمية بالمنحنيات الإهليلجية: مقاربة للتعمية بالمفتاح العام اعتماداً على البنى الجبرية للمنحنيات الإهليلجية.
- PSEC-KEM – NESSIE selection asymmetric encryption scheme; NTT (Japan); لجان أبحاث التعمية وتقييمها  [لغات أخرى]‏ recommendation only in DEM construction w/SEC1 parameters
  - ECIES – Elliptic Curve Integrated Encryption System, Certicom Corporation
  - ECIES-KEM
  - طريقة ديفي وهيلمان بالمنحنيات الإهليلجية[الإنجليزية] – توصية لجان أبحاث التعمية وتقييمها  [لغات أخرى]‏
- EPOC
- Kyber
- Merkle–Hellman knapsack cryptosystem – knapsack scheme
- McEliece cryptosystem
- Niederreiter cryptosystem
- NTRUEncrypt
- RSA – factoring
  - RSA-KEM – NESSIE selection asymmetric encryption scheme; ISO/IEC 18033-2 draft
  - RSA-OAEP – لجان أبحاث التعمية وتقييمها  [لغات أخرى]‏ recommendation
- نظام رابين للتعمية  [لغات أخرى]‏ – factoring
  - Rabin-SAEP
  - HIME(R)
- Paillier cryptosystem
- Threshold cryptosystem
- XTR

## المفاتيح

### مصادقة المفتاح
المقالة الرئيسة: مصادقة المفتاح
- بنية تحتية للمفاتيح العامة: نظام يمكتخ إصدار الشهادات الرقمية وتوزيعها والتحقق منها.
  - إكس 509[الإنجليزية] (X.509)
  - OpenPGP
- شهادة المفتاح العام: ملف إلكتروني يستخدم لإثبات ملكية مفتاح عام.
  - هيئة الشهادات: كيان يُصدِر شهادات رقمية.
  - إبطال الشهادات[الإنجليزية]
- تعمية على أساس المُعرِّف[الإنجليزية]
- تعمية على أساس الشهادة[الإنجليزية]
- تعمية عديمة الشهادة[الإنجليزية]
- شجرة ميركل: بنية بيانات شجرية عقدها معماة عودياً بدالة تلبيد.

### نقل المفاتيح أو تبادلها
- طريقة ديفي وهيلمان لتبادل المفاتيح: طريقة لتبادل مفاتيح التعمية.
- هجوم الوسيط: شكل من أشكال التنصت النشط يتواصل فيه المهاجم مباشرة مع أهدافه وينقل الرسائل فيما بينهم من غير أن يشعروا بوجوده.
- Needham–Schroeder
- Offline private key
- Otway–Rees
- Trusted paper key
- Wide Mouth Frog

### المفاتيح الضعيفة
المقال الرئيس: مفتاح ضعيف
- هجوم البحث الشامل: طريقة لاستخراج المعمى عن طريق إجراء بحث يشمل كل الحالات الممكتة.
- هجوم المعجم: تقنية لكسر التعمية أو آلية المصادقة من خلال محاولة تحديد المفتاح  أو كلمة المرور من خلال تجربة مئات أو في بعض الأحيان ملايين الاحتمالات المح.
- Related key attack
- دالة اشتقاق المفاتيح[الإنجليزية]
- تطويل المفتاح[الإنجليزية]
- كلمة سر: وسيلة أمنية برمجية.
- Password-authenticated key agreement
- عبارة مرور
- ملح (تعمية)  [لغات أخرى]‏
- تحليل عدد صحيح إلى عوامل: تفكيك عدد صحيح إلى جداء أعداد أولية.

## دوال تلبيد تعموية
- رمز مصادقة رسالة: دالة تلبيد ذات مفتاح تستعمل لحماية محتوى الرسائل وأصلاتها.
- رمز مصادقة الرسالة القائم على التلبيد: نوع من رمز مصادقة الرسالة يتضمن استعمال التلبيد.
  - Encrypted CBC-MAC (EMAC) – NESSIE selection MAC
  - رمز مصادقة الرسالة القائم على التلبيد – NESSIE selection MAC; ISO/IEC 9797-1، FIPS PUB 113 and IETF RFC
  - TTMAC – (Two-Track-MAC) NESSIE selection MAC; K.U.Leuven (Belgium) & debis AG (Germany)
  - UMAC – NESSIE selection MAC; Intel, UNevada Reno, IBM, Technion, & UC Davis
  - Oblivious Pseudorandom Function
- إم دي5 – one of a series of message digest algorithms by Prof رونالد ريفست of MIT; 128-bit digest
- خوارزمية التلبيد الآمنة 1  [لغات أخرى]‏ – developed at NSA 160-bit digest, an FIPS standard; the first released version was defective and replaced by this; NIST/NSA have released several variants with longer 'digest' lengths; لجان أبحاث التعمية وتقييمها  [لغات أخرى]‏ recommendation (limited)
  - SHA-256 – NESSIE selection hash function, FIPS 180-2, 256-bit digest; لجان أبحاث التعمية وتقييمها  [لغات أخرى]‏ recommendation
  - SHA-384 – NESSIE selection hash function, FIPS 180-2, 384-bit digest; لجان أبحاث التعمية وتقييمها  [لغات أخرى]‏ recommendation
  - SHA-512 – NESSIE selection hash function, FIPS 180-2, 512-bit digest; لجان أبحاث التعمية وتقييمها  [لغات أخرى]‏ recommendation
- خوارزمية التلبيد الآمنة 3: مجموعة من دوال التلبيد التعموية.
- Streebog – Russian algorithm created to replace an obsolete معايير GOST hash function defined in obsolete standard GOST R 34.11-94.
- RIPEMD-160 – developed in Europe for the RIPE project, 160-bit digest; لجان أبحاث التعمية وتقييمها  [لغات أخرى]‏ recommendation (limited)
- RTR0 – one of Retter series; developed by Maciej A. Czyzewski؛ 160-bit digest
- Tiger – by Ross Anderson et al.
- Snefru – NIST hash function competition
- Whirlpool – NESSIE selection hash function, Scopus Tecnologia S.A. (Brazil) & K.U.Leuven (Belgium)

## استخراج المُعَمَّى

### التقليدي
- تحليل التكرار: دراسة تواتر حروف الألفبائية أو مجموعة من الحروف في نص معمى.
- تحليل ائتلاف الحروف[الإنجليزية]
- مؤشر التطابق: مقياس لتكرار حروف متطابقة في رسالتين في الموضع نفسه.
- اختبار كَسِسْكي[الإنجليزية]

### المعاصر
- خوارزميات تعمية متناظرة
  - Boomerang attack
  - هجوم البحث الشامل: طريقة لاستخراج المعمى عن طريق إجراء بحث يشمل كل الحالات الممكتة.
  - Davies' attack
  - استخراج المعمى التفاضلي  [لغات أخرى]‏
  - Impossible differential cryptanalysis
  - استخراج المعمى التكاملي[الإنجليزية]
  - استخراج المعمى الخطي[الإنجليزية]
  - Meet-in-the-middle attack
  - Mod-n cryptanalysis
  - Related-key attack
  - Slide attack
  - XSL attack
- لدوال التلبيد:
  - هجوم عيد الميلاد
- أنواع الهجوم (تحليل الشفرات)
  - Chosen-ciphertext
  - هجوم النص الواضح المختار  [لغات أخرى]‏
  - Ciphertext-only
  - هجوم النص الواضح المعروف  [لغات أخرى]‏
- Side channel attacks
  - Power analysis
  - هجوم التوقيت
  - Cold boot attack
- هجمات الشبكة
  - هجوم الوسيط: شكل من أشكال التنصت النشط يتواصل فيه المهاجم مباشرة مع أهدافه وينقل الرسائل فيما بينهم من غير أن يشعروا بوجوده.
  - هجوم عبر الرد
- هجمات خارجية
  - Black-bag cryptanalysis
  - Rubber-hose cryptanalysis

## Robustness properties
- أمن مبرهن
- Random oracle model
- Ciphertext indistinguishability
- Semantic security
- Malleability
- السرية التامة للأمام
- Forward anonymity
- Freshness
- مبادئ كيرشوف: قواعد لما يلزم أن تكون عليه التعمية.

## مُعَمَّيات لمَّا تفك بعد
- Beale ciphers
- Chaocipher
- D'Agapeyeff cipher
- Dorabella cipher
- رونغورونغو: نظام كتابة لم تفك تعميته وُجِد في جزيرة القيامة.
- Shugborough inscription
- مخطوطة فوينيتش: مخطوطة ذات رسوم لا يُعرَف نظام كتابتها.

## منظمات ومشاريع

### معايير التعمية
- المعايير الاتحادية لمعالجة المعلومات (FIPS)، برنامج للمنشورات يديره المعهد الوطني للمعايير والتقانة لإنتاج معايير في تخصصات مختلفة تخدم عمل الحكومة الاتحادية للولايات المتحدة، يوجد عدد من هذه المعايير مرتبطة بالتعمية.
- المعهد الأمريكي للمعايير الوطنية (ANSI)، أطلق عملية مستمرة لوضع المعايير في العديد من المجالات، بعضها مرتبط بالتعمية.
- المنظمة الدولية للمعايير (ISO)، تُشرف على عملية صناعة معايير عالمية، بعضها مرتبط بالتعمية.
- معهد مهندسي الكهرباء والإلكترونيات (IEEE)، تُشرف على عملية صناعة معايير عالمية، بعضها مرتبط بالتعمية.
- مجموعة مهندسي الإنترنت (IETF) تُشرف على إصدار المعايير المرتبطة بالإنترنت وبروتوكلاتها، ويطلق عليها اسم وثائق طلب التعليقات، بعضها مرتبط بالتعمية.

### استخراج المُعمَّى
- وكالة الأمن القومي الأمريكية (NSA) وكالة اتحادية أمريكية، تُدير عملية تطوير داخلية لاستخراج المعمى وتساعد المعهد الوطني للمعايير والتقانة بالمسائل المرتبطة بالتعمية.
- المقر الرئيس للاتصالات الحكومية  (GCHQ) وكالة حكومية بريطانية، تُدير عملية تطوير داخلية لاستخراج المعمى، ولوضع معايير التعمية لحكومة المملكة المتحدة.
- Defence Signals Directorate (DSD) – Australian SIGINT agency, part of إيكيلون
- وكالة أمن الاتصالات (CSE) وكالة الاستخبارات الكندية.

### Open efforts
- معيار تعمية البيانات (DES) – NBS selection process, ended 1976
- RIPE – division of the RACE project sponsored by the الاتحاد الأوروبي, ended mid-1980s
- معيار التعمية المتقدم (AES) – a "break-off" competition sponsored by NIST, ended in 2001
- NESSIE Project – an evaluation/selection program sponsored by the الاتحاد الأوروبي, ended in 2002
- eSTREAM– program funded by ECRYPT؛ motivated by the failure of all of the stream ciphers submitted to NESSIE, ended in 2008
- لجان أبحاث التعمية وتقييمها[الإنجليزية] مشروع مدعوم من الحكومة اليابانية فيه آلية لتقييم خورزاميات التعمية وإصدار توصيات بشأنها.
- أداة التعمية[الإنجليزية] برمجية تعليم مجانية بالألمانية والإنجليزية تشرح التعمية واستخراج المُعَمَّى.

## Influential cryptographers
List of cryptographers

## مسائل قانونية
- الجدل حول مفتاح تعمية نظام الوصول المتقدم للمحتوى[الإنجليزية]
- حرية التعبير
  - Bernstein v. United States - دانييل يوليوس بيرنشتاين's challenge to the restrictions on the export of cryptography from the United States.
  - Junger v. Daley
  - DeCSS
  - Phil Zimmermann - Arms Export Control Act investigation regarding the PGP software.
- Export of cryptography
- Key escrow and Clipper Chip
- قانون الألفية للملكية الرقمية
- إدارة الحقوق الرقمية (DRM)
- Patents
  - RSA – now public domain
  - ديفيد شوم – and digital cash
- التعمية وإنفاذ القانون
  - تنصت عبر الهاتف
  - تجسس
- Cryptography laws in different nations
  - Official Secrets Act – United Kingdom, India, Ireland, Malaysia, and formerly New Zealand
  - Regulation of Investigatory Powers Act 2000 – United Kingdom

## منشورات
- Journal of Cryptology
- Encyclopedia of Cryptography and Security
- دورية علم التعمية  [لغات أخرى]‏ – quarterly journal focusing on historical aspects
- نظرية التواصل في الأنظمة الآمنة[الإنجليزية] مقالة علمية كتبها كلود شانون، تعرض التعمية من وجهة نظر نظرية المعلومات.

## اختصاصات ذات صلة
- هندسة الأمن